# Medusa (album d'Annie Lennox)
Pour les articles homonymes, voir Medusa.
Albums de Annie Lennox
Diva
(1992) Bare
(2003)
Singles
1. No More I Love You's
Sortie : Février 1995
2. A Whiter Shade of Pale
Sortie : Mai 1995
3. Waiting in Vain
Sortie : Septembre 1995
4. Something So Right
Sortie : Novembre 1995

Medusa est le deuxième album studio d'Annie Lennox sorti le 6 mars 1995.
Il s'agit d'un album de reprises qui a été réédité fin 1995 dans un coffret comprenant un disque bonus de neuf titres enregistrés lors d'un concert à Central Park.
Medusa, qui s'est classé 11e au Billboard 200, a été certifié double disque de platine par la British Phonographic Industry (BPI) au Royaume-Uni et par la Recording Industry Association of America (RIAA) aux États-Unis.
L'album a été nommé aux Grammy Awards 1996 dans la catégorie « meilleur album pop » et le single No More I Love You's a remporté le Grammy Award de la « meilleure performance féminine pop ».
La vidéo a été tournée sur les côtes des îles Orcades.

## Liste des titres
| No  | Titre                           | Auteur                                                | Durée |
| --- | ------------------------------- | ----------------------------------------------------- | ----- |
| 1.  | No More I Love You's            | Joseph Hughes, David Freeman                          | 4:51  |
| 2.  | Take Me to the River            | Al Green, Mabon Hodges                                | 3:31  |
| 3.  | A Whiter Shade of Pale          | Keith Reid, Gary Brooker, Matthew Fisher              | 5:17  |
| 4.  | Don't Let It Bring You Down     | Neil Young                                            | 3:36  |
| 5.  | Train in Vain                   | Mick Jones, Joe Strummer                              | 4:38  |
| 6.  | I Can't Get Next to You         | Norman Whitfield, Barrett Strong                      | 3:09  |
| 7.  | Downtown Lights                 | Paul Buchanan                                         | 6:42  |
| 8.  | Thin Line Between Love and Hate | Richard Poindexter, Robert Poindexter, Jackie Members | 5:53  |
| 9.  | Waiting in Vain                 | Bob Marley                                            | 5:40  |
| 10. | Something So Right              | Paul Simon                                            | 3:54  |

| 11. | Heaven | Richard Butler, Tim Butler | 4:58 |

| 1. | Money Can't Buy It                                         | Annie Lennox               | 4:45 |
| 2. | Legend in My Living Room                                   | Lennox, Peter-John Vettese | 3:48 |
| 3. | Who's That Girl?                                           | Lennox, David Stewart      | 4:44 |
| 4. | You Have Placed a Chill in My Heart                        | Lennox, Stewart            | 5:19 |
| 5. | Little Bird                                                | Lennox                     | 5:27 |
| 6. | Walking on Broken Glass                                    | Lennox                     | 4:01 |
| 7. | Here Comes the Rain Again                                  | Lennox, Stewart            | 5:59 |
| 8. | Why                                                        | Lennox                     | 5:17 |
| 9. | Something So Right (Studio Version) (featuring Paul Simon) | Simon                      | 3:50 |

## Personnel
- Annie Lennox – chant, claviers, flûte,
- Stephen Lipson – programmation, guitare, claviers, basse
- Martin De Vries – claviers, programmation
- Peter-John Vettese, Andy Richards, Mathew Cooper – claviers
- Tony Pastor – guitare
- Doug Wimbish – basse
- Luís Jardim – basse, percussions
- Dan Gillen, Neil Conti – batterie
- Judd Lander, Mark Feltham – harmonica
- Pandit Dinesh – tablas
- Kirampal Singh – santoor
- James McNally – accordion
- Anne Dudley – arrangements des cordes, cuivres et orchestraux